# Chuuk
Cet article concerne l’État. Pour la langue, voir Chuuk (langue).
Ne doit pas être confondu avec Îles Truk.

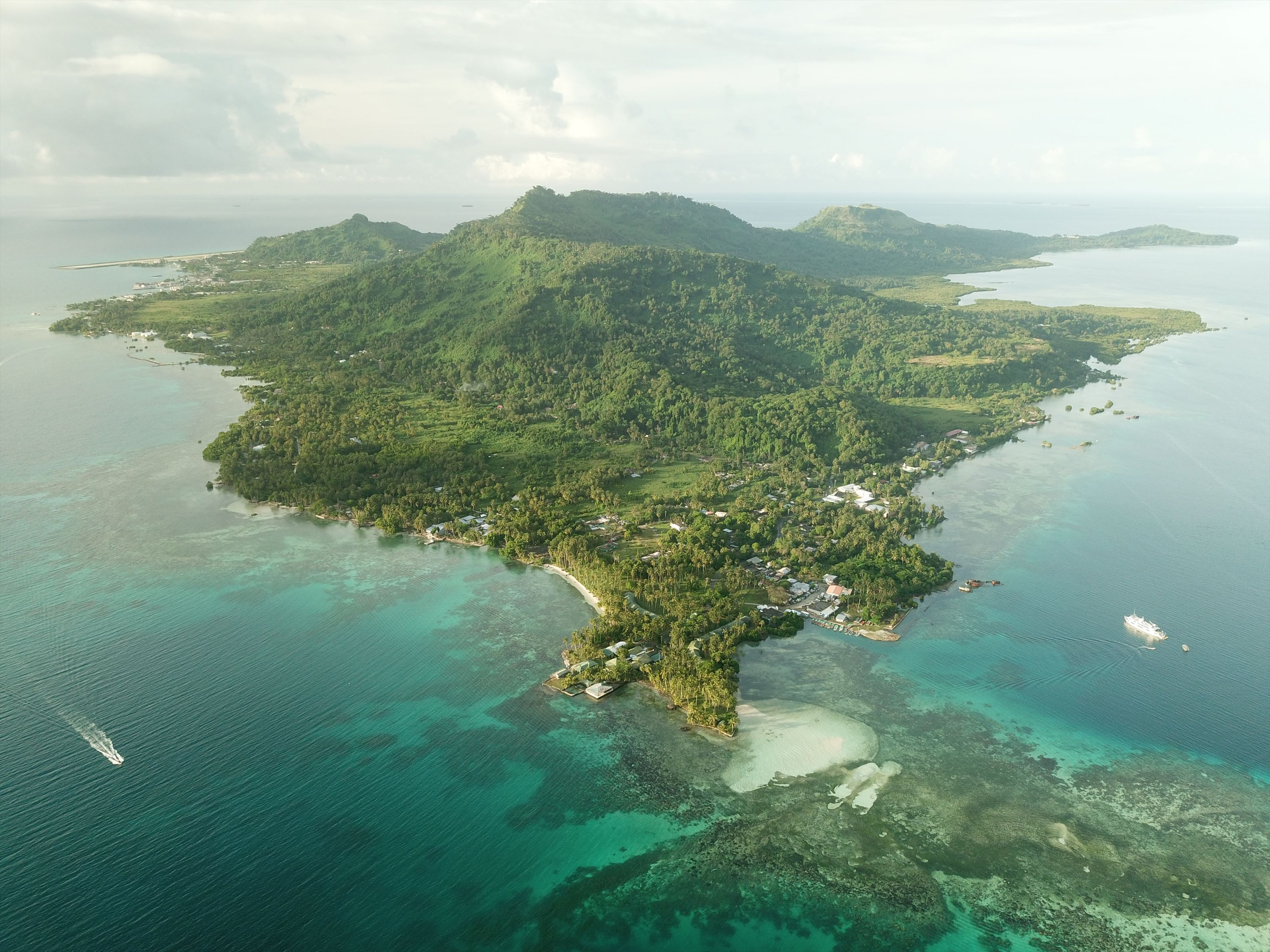
Weno, Chuuk

Chuuk est un des quatre États qui forment les États fédérés de Micronésie. Situé en Océanie, dans l'Ouest de l'océan Pacifique nord, il se compose d'un ensemble d'îles et de petits archipels. Chuuk est un terme de la langue locale, du groupe micronésien, qui signifie « montagne ». Jusqu'en 1990, en raison d'une mauvaise prononciation de ce mot, à l'américaine, l'État était connu sous le nom de « Truk », dénomination réservée désormais au principal atoll de l'État. Avec une population de 48 651 habitants en 2010 (appelés les Chuukois, anciennement Trukois), c'est le plus peuplé des quatre États du pays.

## Géographie

### Localisation et frontières
Chuuk est situé au centre des États fédérés de Micronésie, entre les États de Yap à l'ouest et Pohnpei à l'est, et à environ 1 000 km au sud-est de Guam. Constitué de plusieurs îles et archipels, il tire son nom du principal d'entre eux, les îles Truk, qui abritent Weno, la capitale. Les deux principales subdivisions géographiques et dialectales sont Faichuk (ou Faichuuk) à l'ouest ; et les Namoneas (ou Nomoneas) à l'est. L'État de Chuuk comprend également des îles extérieures, nettement moins habitées, comme les îles Mortlock au sud-est, les îles Hall (ou Pafeng ou Paafang) au nord, Namonuito (îles Magur) au nord-ouest et la région de Pattiw à l'ouest.

### Superficie et population

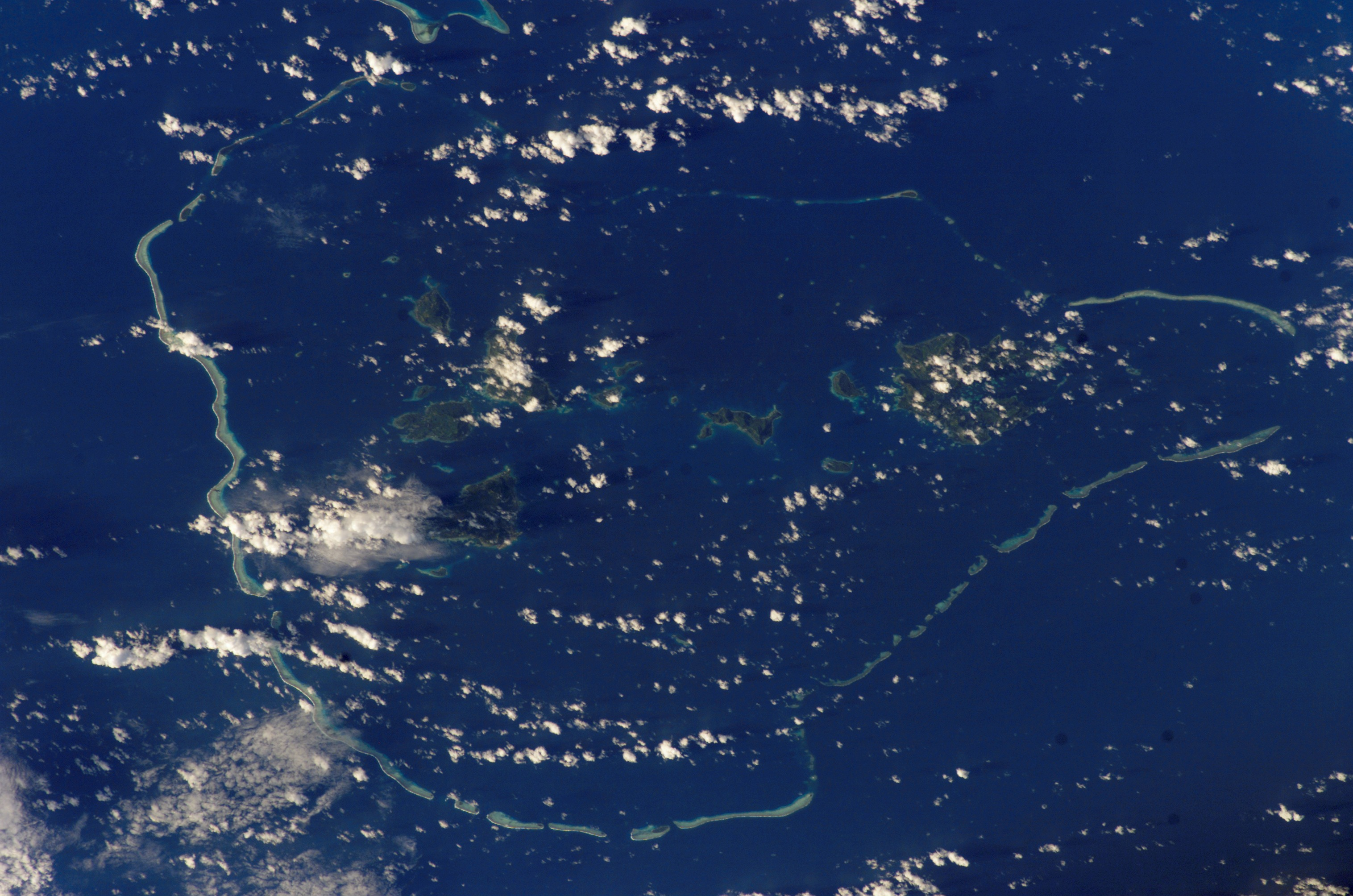
Image satellite des îles Truk, le principal archipel de Chuuk.

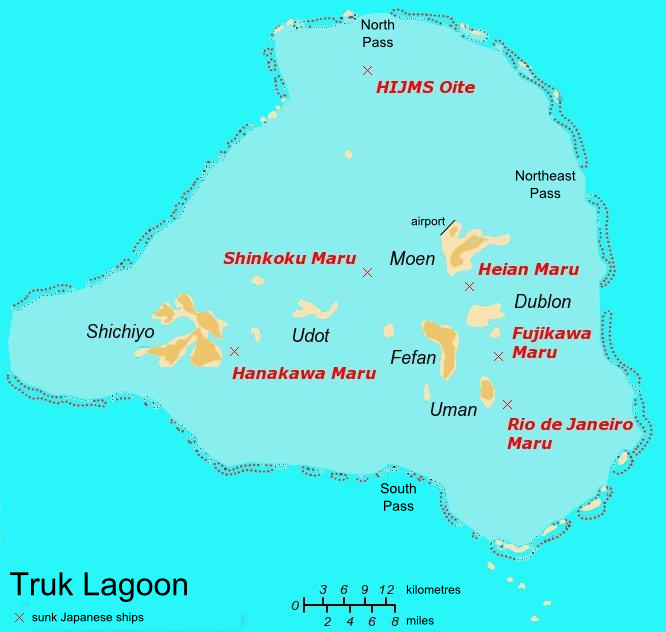
Carte des îles Truk, le principal archipel de Chuuk.

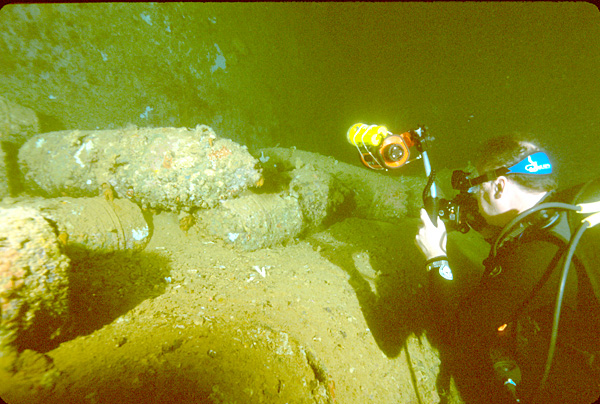
Plongeurs photographiant des obus d'artillerie immergés non explosés dans la cale de l'épave du Yamagiri Maru dans le lagon des îles Truk.

D'une superficie de 116,2 km2, Chuuk est peuplé de 48 651 habitants, ce qui en fait l'État le plus peuplé des États fédérés de Micronésie. Le tourisme, particulièrement la plongée sous-marine parmi les multiples épaves du lagon, constitue une des principales sources de revenus de Chuuk. Elle a pour code « FM.CH ».

### Faune et flore
Les eaux du lagon de Truk servent d'habitat à 700 variétés de poissons. Cette richesse est menacée par les nombreuses pêches à la dynamite pratiquées dans les environs.

## Histoire
Les îles de Chuuk sont découvertes par les Européens en 1528. La société aborigène autochtone y est alors matriarcale.
L'archipel est occupé par les Japonais en 1919.
Autrefois intégrée dans le territoire sous tutelle des îles du Pacifique, Chuuk est depuis l'indépendance en 1986 l'un des quatre États fédérés de Micronésie, les autres étant Kosrae, Pohnpei et Yap.
Durant la Seconde Guerre mondiale, le 17 février 1944, une partie importante de la marine impériale japonaise basée dans le lagon des îles Truk est détruite au cours de l'opération Hailstone en représailles aux frappes sur Pearl Harbor.
Les nouveaux États fédérés de Micronésie, dont Chuuk, signent en 1982 avec les États-Unis un accord-cadre de libre-association (le Traité de libre-association) qui entre en vigueur le 3 novembre 1986. Après ratification de la fin de la tutelle par le Conseil de sécurité des Nations unies, le 22 décembre 1990, les États fédérés de Micronésie adhèrent aux Nations unies le 17 septembre 1991.
Un mouvement séparatiste vis-à-vis des États fédérés de Micronésie existe dans les Îles Faichuk. Il a pris une plus grande ampleur à partir de 2014 en s'étendant à l'ensemble de l'état de Chuuk. Le 3 mars 2015 (le même jour que les élections législatives) devait se tenir un référendum sur l'indépendance de Chuuk, il a été repoussé à mars 2020, puis à 2022. Les défenseurs de l'indépendance reconnaissent que si Chuuk peut se passer de la Micronésie, l'État ne peut pas se passer de son accord-cadre avec les États-Unis.

## Politique et administration

### Découpage territorial et décentralisation
L'État de Chuuk est composé de quatre districts : Oksoritod, Faichuk, les districts des îles Mortlocks, des Namoneas du Sud et des Namoneas du Nord. Les résultats détaillés du recensement de 2010 ne sont pas encore disponibles. La population des municipalités de Paata, Polle et Wonei fut parfois rattachée à celle de Tol, les municipalités de Fono et Pis-Panewu à celle de Weno. Les chiffres en italiques correspondent à la population des municipalités regroupées, ceux entre parenthèses à la population spécifique indépendamment du regroupement.
| Municipalité           | District         | Superficie (km2) | 1958          | 1967  | 1970  | 1973          | 1980   | 1989   | 1994   | 2000   | 2010 |
| ---------------------- | ---------------- | ---------------- | ------------- | ----- | ----- | ------------- | ------ | ------ | ------ | ------ | ---- |
| Eot                    | Faichuk          | 0.49             | 184           | 217   | 237   | 192           | 181    | 279    | 361    | 382    |      |
| Etal                   | Mortlocks        | 1.893            | 268           | 298   | 84    | 266           | 446    | 420    | 356    | 267    |      |
| Fanapanges             | Faichuk          | 1.57             | 261           | 306   | 312   | 341           | 401    | 447    | 606    | 681    |      |
| Fananu                 | Oksoritod        | 1                | 104           | 155   | 159   | 179           | 235    | 238    | 320    | 355    |      |
| Fefan                  | Namoneas du Sud  | 13.2             | 1 546         | 2 042 | 1 688 | 2 478         | 3 076  | 3 902  | 4 042  | 4 062  |      |
| Fono                   | Namoneas du Nord | 1                | Weno          | Weno  | Weno  | Weno          | Weno   | Weno   | 482    | 397    |      |
| Kutu                   | Mortlocks        |                  | 478           | 496   | 506   | 383           | 483    | 423    | 633    | 873    |      |
| Losap                  | Mortlocks        | 1.025            | 453           | 452   | -     | 438           | 587    | 475    | 455    | 448    |      |
| Lukunor ou Lekinioch   | Mortlocks        | 1.28             | 493           | 549   | 554   | 505           | 666    | 745    | 802    | 927    |      |
| Magur                  | Oksoritod        | 0,47             | 31            | 50    | 73    | 66            | 97     | 121    | 151    | 156    |      |
| Moch                   | Mortlocks        |                  | 392           | 515   | 425   | 443           | 632    | 604    | 837    | 854    |      |
| Murilo                 | Oksoritod        | 1.287            | 171           | 235   | 239   | 203           | 325    | 296    | 551    | 607    |      |
| Nama                   | Mortlocks        | 0.784            | 689           | 534   | -     | 702           | 1 021  | 897    | 881    | 995    |      |
| Namoluk                | Mortlocks        | 0.834            | 250           | 306   | 384   | 263           | 324    | 310    | 402    | 407    |      |
| Nomwin                 | Oksoritod        | 1.854            | 226           | 279   | 292   | 293           | 322    | 386    | 746    | 711    |      |
| Onari ou Unanu         | Oksoritod        | 0.26             | 41            | 37    | 27    | 47            | 75     | 80     | 131    | 178    |      |
| Oneop                  | Mortlocks        | 1                | 411           | 427   | 489   | 404           | 480    | 534    | 550    | 505    |      |
| Onou                   | Oksoritod        | 0.31             | 40            | 38    | 54    | 41            | 59     | 91     | 118    | 182    |      |
| Paata                  | Faichuk          | 4.41             | 478           | Tol   | Tol   | 689           | Tol    | Tol    | 1 825  | 1 950  |      |
| Parem                  | Namoneas du Sud  | 1                | 101           | 134   | 181   | 203           | 225    | 350    | 375    | 345    |      |
| Pis-Emwar ou Pis-Losap | Mortlocks        |                  | 181           | 213   | 236   | 226           | 240    | 320    | 448    | 427    |      |
| Pis-Panewu             | Namoneas du Nord |                  | Weno (198)    | Weno  | Weno  | Weno          | Weno   | Weno   | 490    | 523    |      |
| Pisaras ou Piherarh    | Oksoritod        | 0,8              | 59            | 67    | 83    | 111           | 118    | 139    | 165    | 227    |      |
| Polle                  | Faichuk          | 9.38             | 565           | Tol   | Tol   | 827           | Tol    | Tol    | 1 320  | 1 851  |      |
| Pulap                  | Oksoritod        | 0.992            | 207           | 304   | 322   | 316           | 427    | 315    | 710    | 905    |      |
| Pulusuk ou Houk        | Oksoritod        | 2.805            | 235           | 290   | 331   | 265           | 205    | 346    | 494    | 451    |      |
| Puluwat                | Oksoritod        | 3.4              | 288           | 410   | 378   | 435           | 441    | 477    | 688    | 1 015  |      |
| Romanum                | Faichuk          | 0.75             | 240           | 283   | 305   | 375           | 462    | 679    | 711    | 1 011  |      |
| Ruo                    | Oksoritod        | 1                | 133           | 184   | 168   | 180           | 293    | 398    | 397    | 469    |      |
| Satawan                | Mortlocks        | 5.13             | 421           | 508   | 430   | 826           | 767    | 885    | 823    | 955    |      |
| Ta                     | Mortlocks        |                  | 188           | 249   | 224   | 229           | 295    | 291    | 284    | 253    |      |
| Tamatam                | Oksoritod        | 1                | 94            | 128   | 159   | 154           | 188    | 226    | 279    | 365    |      |
| Tol                    | Faichuk          | 10.32            | 3 624 (2 202) | 4 486 | 2 211 | 5 439 (3 401) | 6 705  | 8 346  | 4 816  | 5 129  |      |
| Tonowas ou Dublon      | Namoneas du Sud  | 8.8              | 1 528         | 2 021 | 2 090 | 2 558         | 3 223  | 3 870  | 3 949  | 3 910  |      |
| Tsis                   | Namoneas du Sud  | 1                | 180           | 244   | 197   | 241           | 324    | 438    | 476    | 490    |      |
| Udot                   | Faichuk          | 4.93             | 623           | 874   | 558   | 930           | 1 082  | 1 513  | 1 598  | 1 774  |      |
| Ulul ou Onoun          | Oksoritod        | 2.54             | 187           | 242   | 271   | 375           | 434    | 513    | 436    | 598    |      |
| Uman                   | Namoneas du Sud  |                  | 1 430         | 1 621 | 1 588 | 1 891         | 2 298  | 2 895  | 3 056  | 2 847  |      |
| Weno                   | Namoneas du Nord | 18.8             | 4 367         | 5 913 | -     | 9 568         | 10 351 | 15 622 | 16 121 | 13 802 |      |
| Wonei                  | Faichuk          | 10.05            | 379           | Tol   | Tol   | 521           | Tol    | Tol    | 1 434  | 1 271  |      |

### Séparation des pouvoirs
- Pouvoir exécutif

- Pouvoir législatif

- Pouvoir judiciaire

- La constitution

### Symboles de l'État

Drapeau de l’État de Chuuk avec 38 étoiles.

Le drapeau de Chuuk a pour base celui élaboré par Ophin Reselap, un percepteur vivant sur l'île de Tonowas, dans le cadre d'un concours ouvert aux Chuukois vivants dans l’État ou à l'étranger et commencé le 14 février 1979. Il reçoit un prix de 500 $. Il figure un cocotier blanc, suggérant les ressources naturelles dont dépendent la population, entouré d'un cercle de treize étoiles représentant les circonscriptions électorales de l’État de Chuuk, sur un fond bleu symbolisant l'Océan. Proposé à la législature, le nombre d'étoiles ne fait pas consensus car il ne fait référence qu'à la branche législative du gouvernement. En outre, le nombre de circonscriptions électorales n'est pas considéré comme nécessairement permanent. Le nombre d'étoiles est finalement fixé à 38 comme le nombre de communes lors du vote de la loi sur le drapeau le 7 septembre 1979 et sa taille pour les usages officiels au ratio 10:19. Le législateur considère alors le cocotier comme la principale source de revenus agricoles et le bleu comme un symbole de paix. Bien que la loi n'ait pas été modifiée, le nombre d'étoiles sur le drapeau est parfois de 39 puis de 40 avec la création des communes de Fono et Piis-Panewu.

## Population et société

### Démographie
| Hommes | Classe d’âge | Femmes |
| ------ | ------------ | ------ |
| 200    | 75+          | 358    |
| 171    | 70-74        | 254    |
| 235    | 65-69        | 276    |
| 511    | 60-64        | 512    |
| 800    | 55-59        | 777    |
| 948    | 50-54        | 1 005  |
| 1 166  | 45-49        | 1 147  |
| 1 201  | 40-44        | 1 267  |
| 1 357  | 35-39        | 1 343  |
| 1 692  | 30-34        | 1 442  |
| 1 899  | 25-29        | 1 796  |
| 2 470  | 20-24        | 2 127  |
| 3 078  | 15-19        | 2 831  |
| 3 109  | 10-14        | 2 946  |
| 2 966  | 5-9          | 2 780  |
| 3 031  | 0-4          | 2 956  |

### Famille, sexualité et égalité des sexes
Les familles Chuuk s'organisent autour de l'axe frère-sœur.
Ancestralement matriarcales, les familles Chuuk portent une attention toute particulière aux petites lèvres vaginales (des filles) dès leur plus jeune âge[pas clair].

### Langues
La langue locale est le chuuk qui fait partie des langues micronésiennes.

## Économie

### Principaux secteurs d'activité
L'économie de Chuuk repose principalement sur le tourisme. 3 000 voyageurs visitent Chuuk chaque année (2016).
Les attaques américaines sur la flotte japonaise en 1944 furent telles qu'aujourd'hui le lagon de Truk constitue le plus grand cimetière militaire sous-marin au monde (60 navires et 400 avions éparpillés sur des kilomètres), ce qui attire des plongeurs du monde entier. Les conditions de plongée y sont d'ailleurs très bonnes (visibilité 15-40 mètres, variations de profondeur, courants mineurs, 700 variétés de poissons, coraux généreux). Cette source de revenus est cependant mise en péril par des questions de préservation, des carcasses qui se désintègrent rapidement à la pêche à la dynamite qui détruit rapidement des pans entiers du cimetière.

## Code État
Selon la norme ISO 3166-1 (liste des codes pays), code alpha-2, Yap a pour code « FM.TRK ».